# Association sportive montferrandaise (omnisports)
Pour les articles homonymes, voir ASM et Association sportive montferrandaise.
L’ASM Omnisports ou Association sportive montferrandaise est un club omnisports basé à Clermont-Ferrand. Il est principalement connu pour sa section rugby, l'ASM Clermont Auvergne, évoluant en première division du Championnat de France (Top 14) mais également autrefois pour sa section basket, qui fit partie de l'élite du basket français d'après guerre.
Il est membre de la Fédération française des clubs omnisports (FFCO).

## Histoire
Lorsque, en 1911, l'ASM est créée par Marcel Michelin, ces trois lettres signifient Association sportive Michelin, du nom de la célèbre manufacture. Le club est déclaré à la préfecture du Puy-de-Dôme le 10 mai 1912 et est agréé par le ministère de la Guerre le 29 juillet de la même année. Il avait pour vocation initiale d'occuper et de distraire les ouvriers de l'entreprise d'Édouard Michelin durant leur temps libre. Les licenciés du club portent d'ailleurs les couleurs de l'équipementier automobile, le bleu et le jaune, elles-mêmes empruntées au blason historique de Montferrand.
Mais l'Union des sociétés françaises de sports athlétiques interdit aux clubs sportifs de faire figurer dans leur dénomination une marque d'une firme industrielle ou commerciale ou le nom du fondateur devenu une marque. Ainsi, en 1922, le club se voit contraint de changer de nom. Marcel Michelin désireux de garder les initiales ASM, le nouveau nom sera désormais Association sportive montferrandaise, basée à Montferrand - l'un des quartiers du chef-lieu auvergnat et ancienne ville rattachée en 1630 à Clermont pour former Clermont-Ferrand. C'est dans ce quartier que se trouve l'essentiel des installations du club et avant tout le Stade Marcel-Michelin.

## Logo

Évolution du logo
Logo abandonné en 2019.
Logo instauré en 2019.

## Présidents
- Marcel Michelin, président fondateur de l’AS montferrandaise, président de 1911 à 1945.
- Jacques Hauvette, de 1945 à 1951.
- Emile Bertrand, de 1951 à 1964.
- Henry Franck, de 1964 à 1985.
- Roger David, de 1985 à 1996.
- Jacques Champay, de 1996 à 2012.
- Pascal Thibault depuis 2012.

## Sections
Le club est resté un club omnisports et comporte aujourd'hui 16 sections. Toutes activités confondues, le club a gagné plus de trois mille titres et compte plus de quatre mille sociétaires. Le club gère des installations sportives dans le quartier clermontois de la Gauthière.
- Athlétisme
- Basket-ball - voir articles section masculine et section féminine
- Boxe
- Education physique
- Football[note 1]
- Gymnastique
- Haltérophilie / Musculation
- Handisport
- Judo
- Kendo
- Lutte
- Natation
- Multisport (initiation au sport pour les plus jeunes par des activités ludiques)
- Rugby à XV - voir articles ASM Clermont Auvergne et ASM Romagnat rugby féminin
- Tennis